# Tyreek Hill
Tyreek Hill (ur. 1 marca 1994) – amerykański lekkoatleta, sprinter oraz futbolista
Podczas mistrzostw świata juniorów w Barcelonie (2012) zdobył złoty medal w sztafecie 4 x 100 metrów, brązowy medal w biegu na 200 oraz był czwarty na dystansie 100 metrów.
Stawał na podium juniorskich mistrzostw USA. 
Rekordy życiowe: bieg na 100 metrów – 10,19 (26 maja 2012, Orlando) / 9,98w (18 maja 2013, Hutchinson); bieg na 200 metrów – 20,14 (26 maja 2012, Orlando).

## Osiągnięcia
| Rok  | Impreza                     | Miejsce   | Konkurencja        | Pozycja    | Wynik |
| ---- | --------------------------- | --------- | ------------------ | ---------- | ----- |
| 2012 | Mistrzostwa świata juniorów | Barcelona | bieg na 100 m      | 4. miejsce | 10,29 |
| 2012 | Mistrzostwa świata juniorów | Barcelona | bieg na 200 m      | 3. miejsce | 20,54 |
| 2012 | Mistrzostwa świata juniorów | Barcelona | sztafeta 4 x 100 m | 1. miejsce | 38,67 |